# Sphallopterus batesi
Sphallopterus batesi là một loài bọ cánh cứng trong họ Cerambycidae.